# Ne bántsátok a feketerigót! (film)
A Ne bántsátok a feketerigót! (eredeti cím: To Kill a Mockingbird) 1962-ben bemutatott amerikai filmdráma, melyet Robert Mulligan rendezett. A forgatókönyvet Horton Foote írta, Harper Lee 1960-ban publikált, azonos című Pulitzer-díjas regénye alapján. A főbb szerepekben Gregory Peck és Mary Badham látható. Robert Duvall, William Windom és Alice Ghostley is ezzel a filmmel debütált a mozivásznon.
Az Amerikai Egyesült Államokban 1962. december 25-én bemutatott film hatalmas kritikai és bevételi sikert aratott. Nyolc kategóriában jelölték Oscar-díjra, ebből hármat meg is nyert.

## Rövid történet
Egy ügyvéd megvéd egy fekete férfit az igazságtalan nemi erőszak vádjával szemben, melyben a faji előítélet jelentős szerepet játszik.

## Cselekmény
Az 1930-as években Alabama állam egyik álmos, unalmas kisvárosában Atticus ügyvéd gyermekei élik hétköznapi életüket. Egy titokzatos ház és a benne lakó család azonban felkelti az érdeklődésüket.
Tom Robinsont, egy szorgalmas színes bőrű férfit azzal vádolják meg, hogy megerőszakolt egy fiatal fehér nőt. Többen is látták a bűntény közelében. A fajgyűlölet embertelensége reménytelen helyzetbe hozza a megvádolt családos embert. A város köztiszteletben álló, tisztességes ügyvédje, Atticus Finch elvállalja Robinson védelmét.

## Szereplők
| Szerep                        | Színész         | Magyar hang            | Magyar hang                 | Magyar hang            |
| Szerep                        | Színész         | - 1. szinkron - (1972) | - 2. szinkron - (2003–2004) | - 3. szinkron - (2011) |
| ----------------------------- | --------------- | ---------------------- | --------------------------- | ---------------------- |
| Atticus Finch                 | Gregory Peck    | Bujtor István          | Hegedűs D. Géza             | Mihályi Győző          |
| Scout, Atticus leánya         | Mary Badham     | Stella Márta           | Czető Zsanett               | Koller Virág           |
| Jem, Scout bátyja             | Phillip Alford  | Márkus András          | Czető Roland                | Bogdán Gergő           |
| Charles Baker „Dill” Harris   | John Megna      |                        | Baráth István               | Straub Norbert         |
| Heck Tate sheriff             | Frank Overton   |                        | Rosta Sándor                | Kapácsy Miklós         |
| Maudie Atkinson               | Rosemary Murphy |                        | Csere Ágnes                 | Zborovszky Andrea      |
| Mrs. Dubose                   | Ruth White      |                        | Bókai Mária                 | Koffler Gizi           |
| Tom Robinson                  | Brock Peters    | Kránitz Lajos          | Kautzky Armand              | Láng Balázs            |
| Calpurnia                     | Estelle Evans   |                        | Fazekas Zsuzsa              | Téglás Judit           |
| John Taylor bíró              | Paul Fix        |                        | Versényi László             | Kajtár Róbert          |
| Mayella Violet Ewell          | Collin Wilcox   |                        | Nemes Takách Kata           | Molnár Ilona           |
| Robert E. Lee „Bob” Ewell     | James Anderson  |                        | Sörös Sándor                | Katona Zoltán          |
| Miss Stephanie Crawford       | Alice Ghostley  |                        | Tóth Judit                  | Köves Dóra             |
| Arthur „Boo” Radley           | Robert Duvall   |                        |                             |                        |
| Horace Gilmer, körzeti ügyész | William Windom  |                        | Juhász György               | Seder Gábor            |
| Walter Cunningham             | Crahan Denton   |                        | Izsóf Vilmos                | Albert Péter           |
| Nathan Radley                 | Richard Hale    |                        |                             |                        |

## Fogadtatás

### Fontosabb díjak és jelölések
| Díj                     | Kategória                                     | Jelölt                                           | Eredmény |
| ----------------------- | --------------------------------------------- | ------------------------------------------------ | -------- |
| Oscar-díj (1963)        | Legjobb film                                  | Alan J. Pakula                                   | Jelölve  |
| Oscar-díj (1963)        | Legjobb rendező                               | Robert Mulligan                                  | Jelölve  |
| Oscar-díj (1963)        | Legjobb férfi főszereplő                      | Gregory Peck                                     | Elnyerte |
| Oscar-díj (1963)        | Legjobb női mellékszereplő                    | Mary Badham                                      | Jelölve  |
| Oscar-díj (1963)        | Legjobb adaptált forgatókönyv                 | Horton Foote                                     | Elnyerte |
| Oscar-díj (1963)        | Legjobb látványtervezés (fekete-fehér filmek) | Alexander Golitzen, Henry Bumstead, Oliver Emert | Elnyerte |
| Oscar-díj (1963)        | Legjobb operatőr                              | Russell Harlan                                   | Jelölve  |
| Oscar-díj (1963)        | Legjobb eredeti filmzene                      | Elmer Bernstein                                  | Jelölve  |
| Golden Globe-díj (1963) | Legjobb filmdráma                             |                                                  | Jelölve  |
| Golden Globe-díj (1963) | Legjobb férfi főszereplő (filmdráma)          | Gregory Peck                                     | Elnyerte |
| Golden Globe-díj (1963) | Legjobb filmrendező                           | Robert Mulligan                                  | Jelölve  |
| Golden Globe-díj (1963) | Legjobb eredeti filmzene                      | Elmer Bernstein                                  | Elnyerte |
| Golden Globe-díj (1963) | Legnagyobb nemzetközi megértést kiváltó film  |                                                  | Elnyerte |